# The Return of Gentleman Joe
The Return of Gentleman Joe è un cortometraggio muto del 1915. Il nome del regista non viene riportato.

## Produzione
Il film fu prodotto dalla Essanay Film Manufacturing Company.

## Distribuzione
Distribuito dalla General Film Company, il film - un cortometraggio in due bobine conosciuto anche con il titolo The Adventures of Dominica #6: The Return of Gentleman Joe - uscì nelle sale cinematografiche USA il 31 agosto 1915.